# بیت مایستر
بیت مایستر (انگلیسی: Beat Meister؛ زادهٔ ۲۲ سپتامبر ۱۹۶۵) دوچرخه‌سوار اهل سوئیس است.